# Concert per a piano núm. 1 (Beethoven)
El Concert per a piano núm. 1 en do major de Ludwig van Beethoven, op. 15, va ser escrit el 1795, després revisat el 1800. Possiblement va ser interpretada per primera vegada per Beethoven en el seu primer concert públic a Viena el 29 de març de 1795. Es va publicar per primera vegada l'any 1801 a Viena amb una dedicatòria a la seva alumna la princesa Anna Louise Barbara Odescalchi (de soltera comtessa von Keglević), coneguda pels seus amics com "Babette".
Tot i que aquest va ser el primer concert per a piano de Beethoven que es va publicar, en realitat va ser el seu tercer intent en el gènere, després d'un concert inèdit per a piano en mi bemoll major de 1784 i el Concert per a piano núm. 2. Aquest últim es va publicar el 1801 a Leipzig després del Concert per a piano núm. 1, però va ser compost durant un període d'anys, potser començant ca. 1788.

## Moviments
1. Allegro con brio (do major)
2. Largo (la♭ major)
3. Rondo. Allegro scherzando (do major)

Igual que amb el Concert per a piano núm. 2, aquest concert en do major reflecteix l'assimilació de Beethoven dels estils de Mozart i Haydn, mentre que els seus bruscs canvis harmònics demostren la personalitat musical de Beethoven. S'adhereix a la variant de concert de forma sonata i està gravat per a piano sol i una orquestra formada per flauta, 2 oboès, 2 clarinets, 2 fagots, 2 trompes, 2 trompetes, timbales i cordes. La flauta, els oboès, les trompetes i els timbals són tacets durant el segon moviment.

### I. Allegro con brio
El primer moviment és en forma sonata, però amb una exposició orquestral afegida, una cadenza i una coda. Té un tema principal repetit moltes vegades, i hi ha diversos temes subordinats. L'exposició orquestral canvia de clau moltes vegades, però la segona exposició és principalment en sol major. El desenvolupament comença en mi bemoll major, després es modula a do menor, que acaba amb una octava glissando. La recapitulació és en do major.
Hi ha tres opcions per a la cadència d'aquest moviment, que varien en longitud i dificultat. La coda la toca sola l'orquestra. Les actuacions varien en durada entre catorze i divuit minuts.

### II. Largo
El segon moviment és en la tonalitat de la bemoll major, en aquest context una tonalitat relativament allunyada de la clau d'obertura de do major del concert. Si el moviment s'adherís a la forma tradicional, la seva tonalitat seria fa major, la tonalitat subdominant, o en sol major, la tonalitat dominant. Els clarinets tenen un paper inusualment destacat en aquest moviment, tenint la melodia tan sovint com els violins.
Com molts moviments lents, aquest moviment és en forma ternària (ABA). La seva secció A d'obertura presenta diversos temes que després es desenvolupen a la secció B central.
Les actuacions típiques duren més de deu minuts

### III. Rondo. Allegro scherzando
El tercer moviment és un rondó sonata de set parts (ABACABA), una forma tradicional de tercer moviment en concerts clàssics. El piano indica el tema principal, que després és repetit per l'orquestra. Les dues seccions B (temes subordinats) estan en sol major i en do major respectivament. La secció del mig és en la menor.
En aquest moviment Beethoven indica dues cadències curtes, una just abans del retorn final al tema principal, i una altra immediatament abans del final del moviment, que acaba amb un contrast dinàmic sorprenent; el piano toca una melodia en silenci, però aleshores l'orquestra acaba el moviment amb força.
El moviment sol durar entre vuit i nou minuts.

### Cadències alternatives
El pianista alemany Wilhelm Kempff va escriure les seves pròpies cadències per al primer i per a l'últim moviment i els va tocar en els seus diferents enregistraments de l'obra. El pianista canadenc Glenn Gould també va escriure la seva pròpia cadenza, que va ser publicada per Barger i Barclay, i enregistrada per a EMI el 1996 per Lars Vogt amb la City of Birmingham Symphony Orchestra sota la direcció de Simon Rattle

## Enregistraments
| Year | Soloist                       | Conductor               | Orchestra                       | Label                | Catalogue number |
| ---- | ----------------------------- | ----------------------- | ------------------------------- | -------------------- | ---------------- |
| 1954 | Friedrich Wuhrer              | Hans Swarovsky          | Pro Musica Vienna               | Vox                  |                  |
| 1958 | Glenn Gould                   | Vladimir Golschmann     | Columbia Symphony Orchestra     | Columbia Masterworks |                  |
| 1959 | Wilhelm Backhaus              | Hans Schmidt-Isserstedt | Vienna Philharmonic             | Decca                |                  |
| 1962 | Wilhelm Kempff                | Ferdinand Leitner       | Berlin Philharmonic             | DGG                  |                  |
| 1968 | Artur Rubinstein              | Erich Leinsdorf         | Boston Symphony Orchestra       | RCA Victor Red Seal  |                  |
| 1973 | Vladimir Ashkenazy            | Sir Georg Solti         | Chicago Symphony Orchestra      | Decca                |                  |
| 1988 | Vladimir Ashkenazy            | Vladimir Ashkenazy      | Cleveland Orchestra             | Decca                |                  |
| 1979 | Arturo Benedetti Michelangeli | Carlo Maria Giulini     | Wiener Symphoniker              | DGG                  |                  |
| 2002 | Pierre-Laurent Aimard         | Nikolaus Harnoncourt    | Chamber Orchestra of Europe     | Warner Classics      |                  |
| 2019 | Boris Giltburg                | Vasily Petrenko         | Royal Liverpool Philharmonic    | Naxos                |                  |
| 2020 | Elizabeth Sombart             | Pierre Vallet           | Royal Philharmonic Orchestra    | Signum               | SIGCD614         |
| 2020 | András Schiff                 | Bernard Haitink         | Staatskapelle Dresden           | Warner Classics      | 9029531753       |
| 2020 | Stewart Goodyear              | Andrew Constantine      | BBC National Orchestra of Wales | Orchid Classics      | ORC100127        |
| 2022 | Kristian Bezuidenhout         | Pablo Heras-Casado      | Freiburger Barockorchester      | harmonia mundi       | HMM902412        |